# Ullerslev Sogn

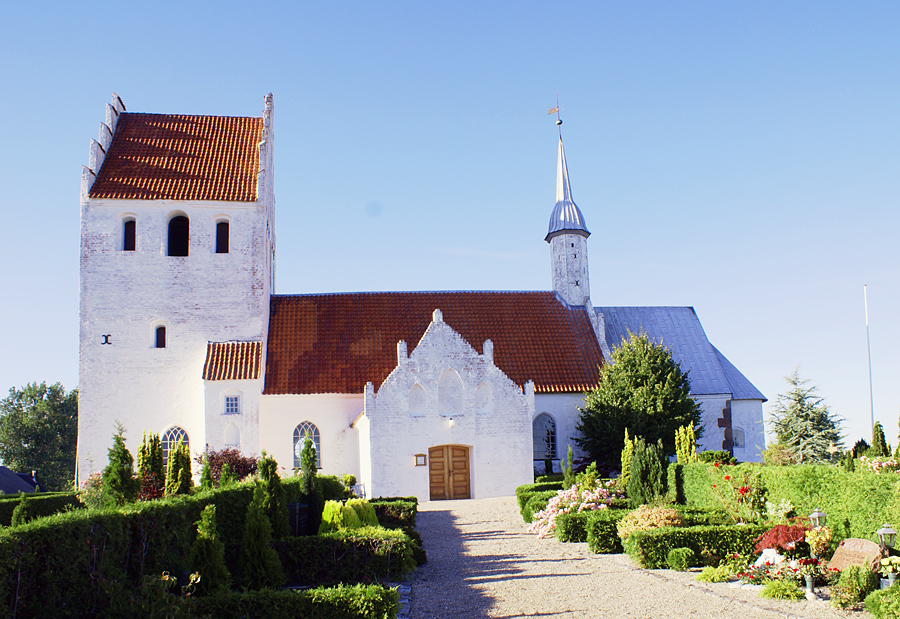
Ullerslev Kirke

Ullerslev Sogn ist eine Kirchspielsgemeinde (dän.: Sogn)
auf der Insel Fyn (dt.: Fünen) im südlichen Dänemark.
Bis 1970 gehörte sie zur Harde Vindinge Herred im damaligen Svendborg Amt, danach zur Ullerslev Kommune im
Fyns Amt, die im Zuge der  Kommunalreform zum 1. Januar 2007 in der
Nyborg Kommune in der Region Syddanmark aufgegangen ist.
Im Kirchspiel leben 2890 Einwohner, davon 2622 im ehemaligen Kommunenzentrum Ullerslev (Stand: 1. Januar 2023).
Im Kirchspiel liegt die Kirche „Ullerslev Kirke“.
Nachbargemeinden sind im Norden Flødstrup Sogn, im Osten Aunslev Sogn und im Süden Skellerup Sogn, ferner in der nordwestlich gelegenen Kerteminde Kommune  im Süden Rønninge Sogn, im Westen Birkende Sogn und im Norden Rynkeby Sogn.